# Artéria frênica inferior
As artérias frênicas inferiores (português brasileiro) ou artérias frénicas inferiores (português europeu) são um par de artérias, ramos da parte abdominal da aorta, com origem imediatamente inferior ao diafragma.
Fazem parte do suprimento arterial do diafragma. A artéria frênica inferior esquerda, junto com a artéria gástrica esquerda irriga a parte abdominal do esôfago.
Ramos saem da artéria frênica inferior para formar as artérias suprarrenais superiores, que irrigam a glândula suprarrenal.